# Dschergalan
Der Dschergalan (kirgisisch Жыргалаң Dschyrgalang) ist ein Zufluss des Yssyk-Köl-Sees in Kirgisistan (Zentralasien).
Der Dschergalan entspringt im Nordosten des Terskej-Alataus. Er fließt anfangs in nördlicher Richtung und wendet sich später nach Westen. Er passiert den gleichnamigen Ort Dschergalan. Er nimmt von links die Nebenflüsse Ter-Bulak, Dscherges und Ak-Suu auf. Er mündet in eine Bucht im Südosten des Yssyk-Köl. Dabei bildet er ein Mündungsdelta aus. Der Dschergalan hat eine Länge von 97 km. Er entwässert ein Areal von 2070 km². Der mittlere Abfluss beträgt 21,8 m³/s.